# لیناردو سیلوا واندرلی
لیناردو سیلوا واندرلی (به پرتغالی: Leandro Silva Wanderley) مدافع اهل برزیل است که در شهر ریودو ژانیرو و در تاریخ ۱۹ آوریل ۱۹۷۹ به دنیا آمده‌است.
لیناردو سیلوا واندرلی در تیم‌های فوتبال América-RJ سابقهٔ حضور دارد.